# Cort Adeler
Cort Sivertsen Adeler eller Adelaer (født 16. december 1622 i Brevik i Norge, død 5. november 1675 i København) var en dansk-norsk søofficer, der blev generaladmiral.
Han kom som 15-årig i tjeneste i den hollandske flåde, og kom senere i venetiansk tjeneste, hvor han i 1645 blev udnævnt til kaptajn. Her vandt stor hæder i kampen mod tyrkerne, især i Slaget ved Dardanellerne. Han blev belønnet med Markusordenen og en livsvarig pension.
I 1663 blev han kaldt til Danmark af Frederik 3., hvor han blev udnævnt til generaladmiral og vicepræsident i admiralitetet, hvor han var med til at planlægge flådeaktiviteterne i den skånske krig, men måtte på grund af sygdom i 1675 overgive kommandoen til Niels Juel. 
Ved siden af sine embeder havde Cort Adeler også en omfattende købmandsvirksomhed. I 1666 blev han optaget i den danske adel, og tog her navnet Adeler, formentlig efter hans første stilling i den hollandske flåde, som var Adelborst, hvilket svaret til kadet.